# Go! Mokulele
Go! Mokulele – amerykańska linia lotnicza działająca na Hawajach.

## Flota
Cessna 208B Grand Caravan – 4 sztuki	

## Węzły
- Honolulu (Honolulu International Airport)
- Kahului (Kahului Airport)
- Kona (Kona International Airport)
- Lānaʻi (Lanai Airport)
- Molokaʻi (Molokai Airport)